# موش‌صاریغ‌ها
موش‌صاریغ‌ها (نام علمی: Marmosa) سرده‌ای از کیسه‌دارهای دوزهدانی‌سان عضو تیره دوزهدانیان است. این کیسه‌داران را صاریغ می‌نامند.
اعضای این سرده را نباید با موش‌های کیسه‌دار کوچک عضو سرده ریزموش‌ها اشتباه گرفت؛ همچنین با صاریغ کوتوله کوهی.

## طبقه‌بندی
- سرده موش‌صاریغ‌ها
  - زیرسرده Marmosa
    - موش‌صاریغ پرپشت‌ابرو (Marmosa andersoni)
    - موش‌صاریغ ایستمی (Marmosa isthmica)
    - موش‌صاریغ روفوس (Marmosa lepida)
    - موش‌صاریغ مکزیکی (Marmosa mexicana)
    - موش‌صاریغ لینه (Marmosa murina)
    - موش‌صاریغ کیچوا (Marmosa quichua)
    - موش‌صاریغ رابینسون (Marmosa robinsoni)
    - موش‌صاریغ قرمز (Marmosa rubra)
    - Marmosa simonsi
    - موش‌صاریغ تایلر (Marmosa tyleriana)
    - Marmosa waterhousei
    - موش‌صاریغ گواخیرا (Marmosa xerophila)
    - Marmosa zeledoni

  - زیرسرده Micoureus
    - موش‌صاریغ آلستون (Marmosa alstoni)
    - موش‌صاریغ پشمالوی شکم‌سفید (Marmosa constantiae)
    - موش‌صاریغ پشمالو (Marmosa demerarae)
    - موش‌صاریغ پشمالوی تیت (Marmosa paraguayanus)
    - موش‌صاریغ پشمالوی کوچک (Marmosa phaeus)
    - موش‌صاریغ پشمالوی دم‌برهنه (Marmosa regina)